# (7905) Juzoitami
(7905) Juzoitami ist ein Asteroid des äußeren Hauptgürtels, der am 24. Juli 1997 vom japanischen Astronomen Akimasa Nakamura (jap. 中村 彰正, Nakamura Akimasa) am Kuma-Kōgen-Observatorium (IAU-Code 360) in der Kleinstadt Kumakōgen in der Präfektur Ehime entdeckt wurde.
Der Himmelskörper wurde am 10. Juni 1998 nach dem japanischen Schauspieler und Filmregisseur
Jūzō Itami (japanisch 伊丹十三, Itami Jūzō) (1933–1997) benannt, der in den 1960er Jahren als Schauspieler in 55 Tage in Peking und in mehreren japanischen Filmen bekannt wurde.
Der Asteroid gehört zur Eos-Familie, einer Gruppe von Asteroiden, welche typischerweise große Halbachsen von 2,95 bis 3,1 AE aufweisen, nach innen begrenzt von der Kirkwoodlücke der 7:3-Resonanz mit Jupiter, sowie Bahnneigungen zwischen 8° und 12°. Die Gruppe ist nach dem Asteroiden (221) Eos benannt. Es wird vermutet, dass die Familie vor mehr als einer Milliarde Jahren durch eine Kollision entstanden ist. Die zeitlosen (nichtoskulierenden) Bahnelemente von (7905) Juzoitami sind fast identisch mit denjenigen von vier kleineren (wenn man von der absoluten Helligkeit ausgeht) Asteroiden: (33999) 2000 OG4, (79494) 1998 FC90, (140091) 2001 SN128 und (459709) 2013 PQ34.